# Gnomidolon hamatum
Gnomidolon hamatum là một loài bọ cánh cứng trong họ Cerambycidae.